# بارك ماناساس
بارك ماناساس (فيرجينيا) (بالإنجليزية: Manassas Park, Virginia)‏ هي مدينة تقع في الولايات المتحدة في فيرجينيا. يقدر عدد سكانها بـ 15,798 نسمة وترتفع عن سطح البحر 67 متر.

## التركيبة السكانية
حدّد مكتب تعداد الولايات المتحدة بيانات التركيبة السكانية لبارك ماناساس في تعداد الولايات المتحدة. في ما يلي، التركيبة السكانية حسب تعدادي 2000 و2010.

### تعداد عام 2000
بلغ عدد سكان بارك ماناساس 10,290 نسمة بحسب تعداد عام 2000، وبلغ عدد الأسر 3,254 أسرة وعدد العائلات 2,558 عائلة مقيمة في المدينة. في حين سجلت الكثافة السكانية 1,309.2 نسمة لكل كيلومتر مربع (3,390.8/ميل2). وبلغ عدد الوحدات السكنية 3,365 وحدة بمتوسط كثافة قدره 428.1 لكل كيلومتر مربع (1,108.8/ميل2).
وتوزع التركيب العرقي للمدينة بنسبة 72.79% من البيض و11.17% من الأمريكيين الأفارقة و0.44% من الأمريكيين الأصليين و4.06% من الأمريكيين ذوي الأصول الآسيوية و0.07% من سكان جزر المحيط الهادئ و8.14% من الأعراق الأخرى و3.33% من عرقين مختلطين أو أكثر و15% من الهسبانيون أو اللاتينيون من أي عرق.
بلغ عدد الأسر 3,254 أسرة كانت نسبة 50.2% منها لديها أطفال تحت سن الثامنة عشر تعيش معهم، وبلغت نسبة الأزواج القاطنين مع بعضهم البعض 59.9% من أصل المجموع الكلي للأسر، ونسبة 12.1% من الأسر كان لديها معيلات من الإناث دون وجود شريك، بينما كانت نسبة 6.6% من الأسر لديها معيلون من الذكور دون وجود شريكة وكانت نسبة 21.4% من غير العائلات. تألفت نسبة 14.4% من أصل جميع الأسر من عدة أفراد يعيشون في نفس المنزل ونسبة 2.6% كانت تتألف من شخص يعيش بمفرده يبلغ من العمر 65 عاماً أو أكثر. وبلغ متوسط حجم الأسرة المعيشية 3.16، أما متوسط حجم العائلات فبلغ 3.47.
بلغ العمر الوسطي للسكان 30.3 عاماً. وكانت نسبة 31% من القاطنين تحت سن الثامنة عشر، وكانت نسبة 8.7% بين الثامنة عشر والرابعة والعشرين عاماً، ونسبة 40.1% كانت واقعةً في الفئة العمرية ما بين الخامسة والعشرين والرابعة والأربعين عاماً، ونسبة 15.9% كانت ما بين الخامسة والأربعين والرابعة والستين، ونسبة 4.3% كانت ضمن فئة الخامسة والستين عاماً فما فوق. يوجد لكل 100 أنثى 103.8 ذكر، ويوجد لكل 100 أنثى في الثامنة عشر من عمرها فما فوق 102.9 ذكر.
بلغ متوسط دخل الأسرة في المدينة 60,794 دولارًا، أما متوسط دخل العائلة فبلغ 61,075 دولارًا. وكان متوسط دخل الذكور 38,643 دولارًا مقابل 30,942 دولارًا للإناث. وسجل دخل الفرد الخاص بالمدينة 21,048 دولارًا. وكانت نسبة 4.7% من العائلات ونسبة 5.2% من السكان تحت خط الفقر، وكان من هؤلاء نسبة 6.4% تحت سن الثامنة عشر ونسبة 11.2% في الخامسة والستين من العمر وما فوق.

### تعداد عام 2010
بلغ عدد سكان بارك ماناساس 14,273 نسمة بحسب تعداد عام 2010، وبلغ عدد الأسر 4,507 أسرة وعدد العائلات 3,212 عائلة مقيمة في المدينة. في حين سجلت الكثافة السكانية 1,815.9 نسمة لكل كيلومتر مربع (4,703.2/ميل2). وبلغ عدد الوحدات السكنية 4,904 وحدة بمتوسط كثافة قدره 623.9 لكل كيلومتر مربع (1,615.9/ميل2).
وتوزع التركيب العرقي للمدينة بنسبة 55.94% من البيض و12.98% من الأمريكيين الأفارقة و0.39% من الأمريكيين الأصليين و8.97% من الأمريكيين ذوي الأصول الآسيوية و0.14% من سكان جزر المحيط الهادئ و16.14% من الأعراق الأخرى و5.43% من عرقين مختلطين أو أكثر و32.54% من الهسبانيون أو اللاتينيون من أي عرق.
بلغ عدد الأسر 4,507 أسرة كانت نسبة 45.8% منها لديها أطفال تحت سن الثامنة عشر تعيش معهم، وبلغت نسبة الأزواج القاطنين مع بعضهم البعض 51.3% من أصل المجموع الكلي للأسر، ونسبة 13.1% من الأسر كان لديها معيلات من الإناث دون وجود شريك، بينما كانت نسبة 6.9% من الأسر لديها معيلون من الذكور دون وجود شريكة وكانت نسبة 28.7% من غير العائلات. تألفت نسبة 21.3% من أصل جميع الأسر من عدة أفراد يعيشون في نفس المنزل ونسبة 4.2% كانت تتألف من شخص يعيش بمفرده يبلغ من العمر 65 عاماً أو أكثر. وبلغ متوسط حجم الأسرة المعيشية 3.17، أما متوسط حجم العائلات فبلغ 3.63.
بلغ العمر الوسطي للسكان 30.9 عاماً. وكانت نسبة 28.4% من القاطنين تحت سن الثامنة عشر، وكانت نسبة 9.5% بين الثامنة عشر والرابعة والعشرين عاماً، ونسبة 36.3% كانت واقعةً في الفئة العمرية ما بين الخامسة والعشرين والرابعة والأربعين عاماً، ونسبة 20.2% كانت ما بين الخامسة والأربعين والرابعة والستين، ونسبة 5.6% كانت ضمن فئة الخامسة والستين عاماً فما فوق. وتوزع التركيب الجنسي للسكان بنسبة 50.7% ذكور و49.3% إناث.